# Gordon Sondland
Gordon Sondland est un homme d'affaires et diplomate américain né en 1957 à Seattle. Fondateur et dirigeant du groupe hôtelier Provenance Hotels, il est l'un des donateurs de Donald Trump, qui le nomme ambassadeur des États-Unis auprès de l'Union européenne en 2018. Désigné par un lanceur d'alerte comme un relais du président en Ukraine, il se retrouve pris dans la controverse concernant Donald Trump et l'Ukraine en 2019. En novembre 2019, Sondland a témoigné lors de l'enquête de destitution contre Donald Trump. Il a été licencié par Trump le 7 février 2020, deux jours après la conclusion du procès de destitution.

## Biographie
Gordon Sondland est propriétaire d'un grand groupe hôtelier.
Il est nommé ambassadeur des États-Unis auprès de l’Union européenne à la suite d’un don d’un million de dollars à la cérémonie d’investiture de Donald Trump.

## Controverse
Trois femmes lui reprochent des comportements sexuels inappropriés et déclarent avoir subi des représailles après l'avoir repoussé. L’une d’elles assure avoir rencontré l'homme d'affaires en 2003 pour lui demander d’investir dans un de ses projets. Une autre travaillait pour une compagnie d’assurance qui avait un contrat avec lui. La dernière cherchait un emploi. Les trois assurent qu’il a tenté de les embrasser de force et s’est livré à des attouchements dans ce cadre professionnel entre 2003 et 2008. Gordon Sondland rejette de « fausses allégations ».